# Psychophysique
 (novembre 2014).
Si vous disposez d'ouvrages ou d'articles de référence ou si vous connaissez des sites web de qualité traitant du thème abordé ici, merci de compléter l'article en donnant les références utiles à sa vérifiabilité et en les liant à la section « Notes et références ».
La psychophysique est une branche de la psychologie expérimentale qui cherche à déterminer les relations quantitatives qui existent entre un stimulus physique et la perception qu'on en a. La psychophysique s'intéresse aux sens physiologiques tels que la vue, l'ouïe, le toucher (plus rarement l'odorat ou le goût) mais aussi à des sensations comme la perception du temps ou du mouvement.

## Histoire
On considère que Gustav Fechner, auteur du Elemente der Psychophysik en 1860, est le fondateur de la psychophysique. Même si on peut faire remonter ses influences aux physiciens allemands comme Johann Friedrich Herbart, Fechner fut le premier à avoir entrepris une mathématisation systématique de la relation entre stimulation et sensation à partir des travaux de Ernst Weber.
Élève de Fechner, influencé par les travaux de Hermann von Helmholtz et les théories de la méthode expérimentale dans les sciences naturelles, le physiologiste allemand Wilhelm Wundt va donner à la psychophysique ses fondements méthodologiques et théoriques. Nommé professeur à l'université de Leipzig, il crée le premier laboratoire de psychologie expérimentale dans lequel viendront étudier de nombreux psychologues européens et américains. Sur le continent américain, un tournant s'opéra à la fin des années 1950 avec les travaux de Stanley Stevens, alors psychologue au laboratoire de Harvard. En s'intéressant aux propriétés physiologiques de la transduction acoustique des sons par l'oreille, il replaça sur le devant de la scène le rôle des organes périphériques dans la sensation. À partir des années 1960, la mise en relation des mesures psychophysiques avec des observations neurophysiologiques a largement participé à la convergence de la psychologie expérimentale avec les neurosciences.

## Concepts et méthodes
La démarche expérimentale en psychophysique consiste en général à isoler une grandeur physique afin de déterminer comment elle est reliée à une sensation. Par exemple, pour étudier comment la fréquence d'un son est perçue, l'approche psychophysique va consister à manipuler la hauteur du son (la grandeur physique) et à recueillir les jugements du sujet participant à l'expérience.
La psychophysique repose essentiellement sur le concept de seuil, en l'occurrence deux sortes de seuils :
- Le seuil de détection est la valeur minimale du stimulus à partir de laquelle un individu est capable de dire qu'une stimulation est présente.
- Le seuil différentiel est la différence de valeur du stimulus à partir duquel il parvient à distinguer deux stimulations.

Le seuil de détection et le seuil différentiel permettent d'échafauder une métrique: cette métrique est indispensable aux psychologues pour comparer l'influence des conditions expérimentales sur les sensations.
Les méthodes utilisées pour déterminer ce seuil de détection sont multiples. Les progrès de la méthodologie expérimentale en psychophysique ont, dans une large mesure, consisté à éliminer les biais dans le mode de présentation des stimulations qui pourraient fausser l'évaluation du seuil de détection. Les principales méthodes sont :
- la méthode des ajustements : le sujet de l'expérience fait varier lui-même la stimulation afin de la placer au niveau qu'il juge être la limite de son seuil de détection
- la méthode des limites : l'expérimentateur présente au sujet de l'expérience une série de stimuli d'intensité croissante ou décroissante et relève le niveau à partir duquel le sujet de l'expérience parvient ou ne parvient plus à détecter le stimulus.
- la méthode des stimuli constants : à la différence de la méthode des limites, le niveau de la stimulation varie de façon non prédictible par le sujet de l'expérience. Ce dernier doit dire à chaque fois si oui ou non un stimulus était présent.

Ces mêmes mesures appliquées à la détermination expérimentale du seuil différentiel ont conduit Weber puis Fechner à proposer la loi de Weber-Fechner, selon laquelle le seuil différentiel pour un même type de stimulation le seuil différentiel est proportionnel à la grandeur physique. Autrement dit, le seuil est une fraction, par exemple un dixième, de la grandeur physique. Dans le domaine de l'audition, par exemple, le seuil de discrimination du volume sonore de sons autour de 1 000 Hz correspond à une augmentation ou une diminution d'environ un huitième de la pression acoustique.
La loi de Weber est effectivement valide dans beaucoup de domaines de la perception (comme la perception de l'intensité sonore, la perception du temps, la perception de la température) toutefois on observe des déviations par rapport à cette loi lorsqu'on élargit la gamme de variation des paramètres physiques. En outre, les expériences montrent une importante dispersion des résultats d'une épreuve à l'autre, et d'un individu à l'autre.
Stanley Stevens a intégré l'estimation de la grandeur perçue par les sujets. Il n'a pas mesuré les seuils de discrimination, mais les évaluations, comme celle qu'on peut faire, par exemple, en plaçant un son variable de façon à percevoir sa hauteur comme moyenne entre deux sons de référence. En 1961, après des épreuves sur plusieurs types de sensations, il a proposé la loi de Stevens. Selon ses résultats, la perception est liée à la stimulation par une loi de puissance dont il a pu donner les exposants pour un grand nombre de domaines sensoriels. La dispersion des résultats est, avec cette procédure aussi, très importante. 
Par ailleurs, Stevens introduisit une distinction fondamentale entre les paramètres physiques qui reflètent un continuum sensoriel, dits prothétiques et ceux pour lesquels une variation quantitative du paramètre physique se traduit par un changement perceptif qualitativement différent, sensation métathétique. Ainsi, si la hauteur tonale est bien un continuum sensoriel, il n'en est pas de même pour la couleur : ce n'est pas en augmentant la longueur d'onde d'une stimulation lumineuse d'une certaine couleur, rouge par exemple, qu'on donne une sensation plus intense (« plus rouge » en l'occurrence). 
Au cours des années 1960, la théorie de la détection du signal a été appliquée de manière très féconde aux mesures psychophysiques de la sensibilité. Développée dans le cadre de l'ingénierie des télécommunications, cette théorie mathématique cherche à déterminer la fiabilité d'un système de détection lorsqu'il y a du bruit dans les mesures. L'intérêt de cette théorie fut assez vite perçu par les psychologues dans la mesure où le sujet de l'expérience lorsqu'on lui présente des stimulations proches de son seuil de détection se trouve dans une situation analogue à une mesure dans un contexte bruité. En mesurant non pas seulement la performance par le nombre de détections correctes mais en comptabilisant aussi les détections manquées et les fausses alarmes (les cas où le sujet a cru détecter un stimulus ou une différence entre deux stimuli alors qu'il n'y en avait pas) on obtient un indice du rapport sensibilité/spécificité des capacités de discrimination d'un individu donné. Cela permet de comparer la capacité purement perceptive d'un sujet qu'il soit conservateur (c'est-à-dire réticent à rapporter qu'il a vu un signal dont il n'est pas sûr) ou libéral (ayant tendance à dire « j'ai vu » même s'il n'est pas sûr de lui). La théorie de la détection du signal reste le principal cadre méthodologique utilisé en psychophysique.

## Liens

### Sources & bibliographie
- Bonnet Claude (1986), Manuel pratique de psychophysique, Armand Collin.
- André Delorme et Michelangelo Flückiger, Perception et réalité : Introduction à la psychologie des perceptions, Québec, Gaëtan Morin, 2003 (lire en ligne).
- Gustav Theodor Fechner (1801-1887) et les précurseurs français de la psychophysique: Pierre Bouguer (1729) et Charles Delezenne (1828), Serge Nicolas, Psychologie et Histoire, 2001, vol. 2, 86-130.